# Firth of Clyde
Il Firth of Clyde è una profonda insenatura situata nella costa occidentale della Scozia.

## Descrizione

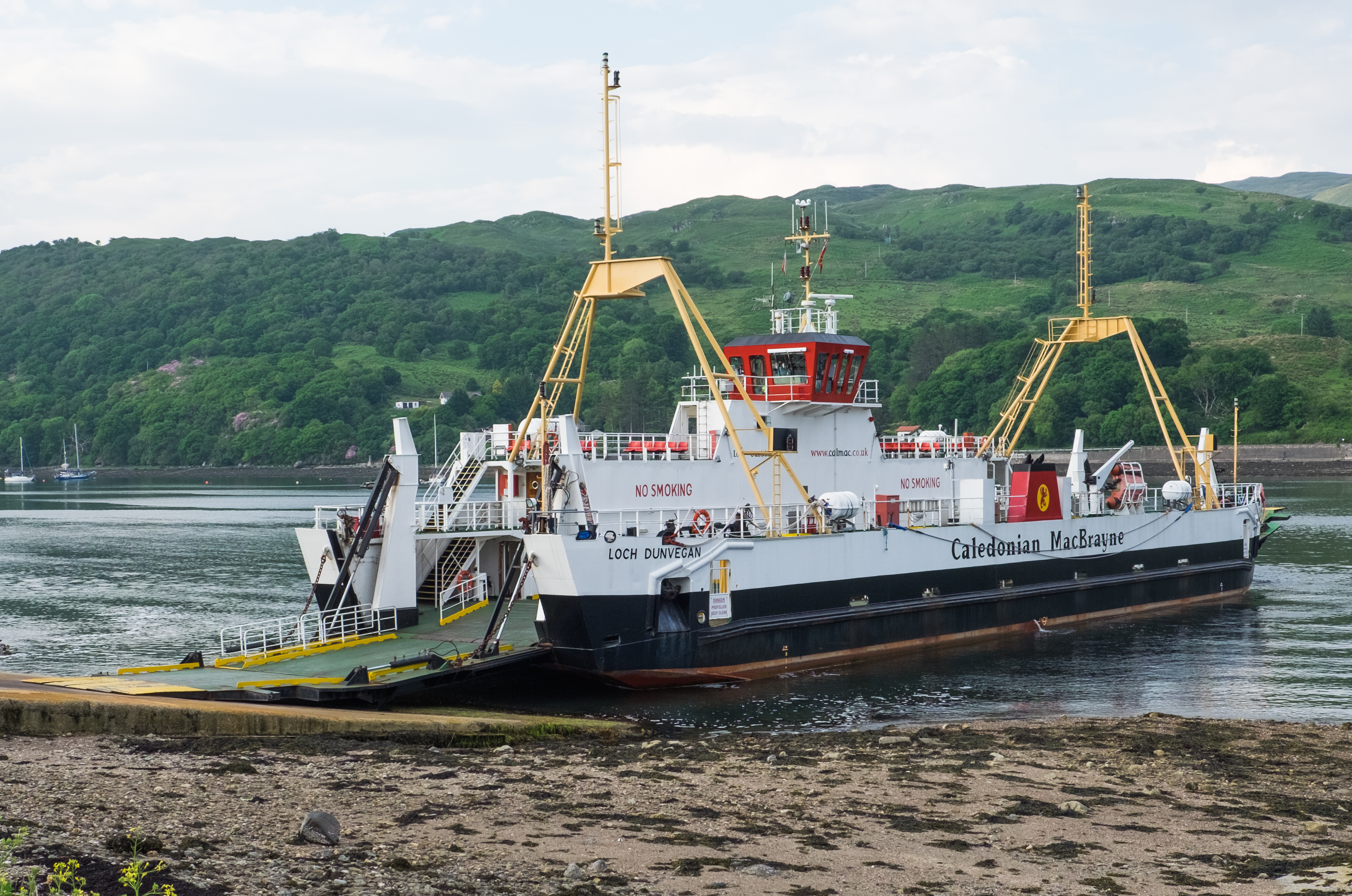
Un traghetto attraccato sull'Isola di Bute

Il firth è protetto dall'Oceano Atlantico dalla penisola di Kintyre, che racchiude l'insenatura esterna in Argyll e Ayrshire. Il Kilbrannan Sound è un ampio braccio del Firth of Clyde, separando la penisola di Kintyre dall'Isola di Arran. All'interno del Firth of Clyde vi è un'altra isola maggiore – l'Isola di Bute. Per la sua posizione strategica all'ingresso del Clyde medio e superiore, Bute giocò un ruolo navale militare vitale durante la Seconda guerra mondiale.

## Geografia
All'imbocco l'insenatura è larga circa 40 km. Il suo nome deriva da quello del fiume Clyde, che sfocia nell'insenatura.
Nel Firth of Clyde si trovano numerose isole, le più note sono: Arran, Bute e Great Cumbrae.